# Podněsterská vlajka

Podněsterská vlajka
Poměr stran: 1:2

Podněsterská vlajka (rubová strana)

Vlajka Podněstří je vlajkou nezávislého státu, který však není mezinárodně uznán. Stát se za podpory Ruska odtrhl od Moldavska.
Vlajka je totožná s vlajkou bývalé Moldavské SSR. Přesnou podobu a způsob užívaní stanovuje Zákon o státní symbolice Podněsterské moldavské republiky z roku 2000.
Vlajku Podněstří tvoří červený list o poměru stran 1:2, v jehož středu je zelený pruh široký čtvrtinu celkové šíře vlajky. V levém rohu horního červeného pruhu jsou vyobrazeny žlutý srp a kladivo, nad nimi červená, pěticípá, žlutě orámovaná hvězda. Rozměry srpu a kladiva jsou dány pomyslným čtvercem, jehož strana měří pětinu celkové šíře vlajky. Ostrý konec srpu se dotýká středu horní strany čtverce, konce rukojetí kladiva a srpu se dotýkají dolních rohů čtverce. Pěticípá hvězda je vepsána do pomyslné kružnice, jejíž průměr je dán desetinou celkové šíře vlajky a dotýká se středu horní strany pomyslného čtverce. Svislá osa srpu, kladiva a hvězdy je vzdálena od žerďového okraje desetinu šíře vlajky. Vzdálenost středu hvězdy od horního kraje je dána desetinou celkové šíře vlajky.
Srp, kladivo a hvězda jsou vyobrazeny pouze na lícové straně vlajky. Připouští se i užití vlajky bez srpu, kladiva a hvězdy s výjimkou státních institucí a organizací, tedy pro národní, nikoliv státní vlajku.

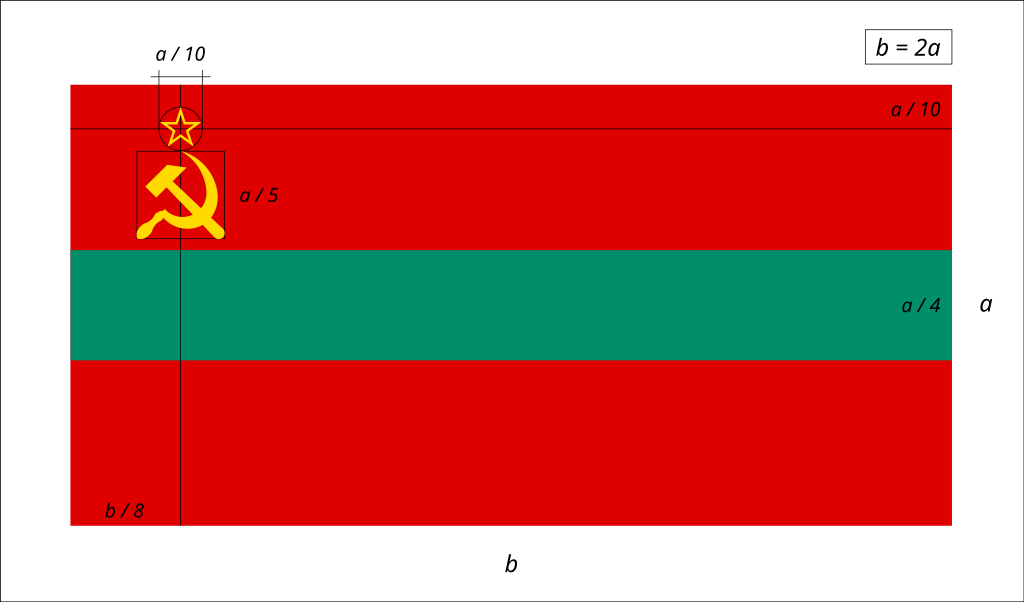
Rozměry podněsterské vlajky
Vlajka podněsterského prezidenta Poměr stran: 1:1

## Historie
Současná vlajka Podněstří byla přijata roku 1952 jako vlajka Moldavské sovětské socialistické republiky (v rámci Sovětského svazu) a plnila tuto funkci do 27. dubna 1990, kdy nově zvolený předseda Nejvyššího sovětu Moldavské SSR Mircea Snegur prosadil rumunskou trikolóru se znakem (viz Moldavská vlajka). Vzhledem k rostoucímu národnostnímu napětí v zemi tento akt považovali představitelé ruské menšiny za další krok k rumunizaci Moldavska. Část úředních budov v ruskojazyčném podněsterském regionu odmítla novou vlajku vyvěsit a ponechala vyvěšené staré, červenozelené vlajky. Po vyhlášení Podněsterské moldavské SSR 2. září 1990 byla tato vlajka přijata opětovně státní vlajkou nové republiky.
27. srpna 1991 vyhlásilo Moldavsko nezávislost na Sovětském svazu, ale již o dva dny dříve Nejvyšší sovět Podněsterské moldavské SSR vydal Deklaraci o nezávislosti. 5. listopadu byla z názvu země vypuštěna slova "sovětská socialistická", na vlajku tato změna neměla vliv.